# Théo Sarapo

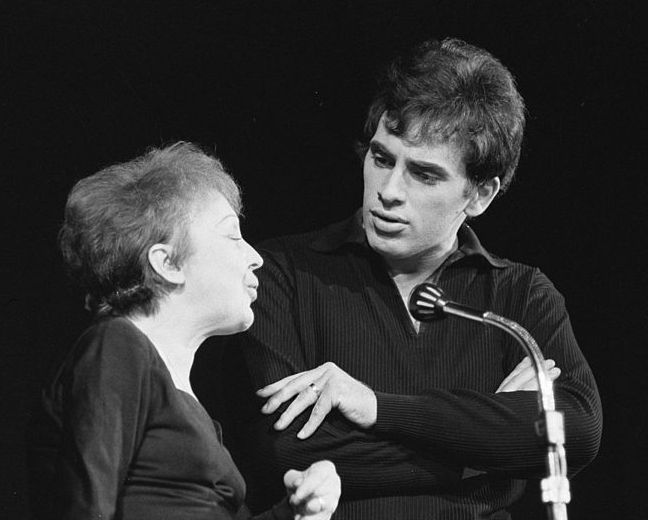
Théo Sarapo & Édith Piaf, 1962.

Théo Sarapo, mit bürgerlichem Namen Theophánis Lamboukas, (* 26. Januar 1936 in Paris; † 28. August 1970 in Limoges) war ein französischer Chansonsänger und Schauspieler. Er war der zweite Ehemann der Sängerin Édith Piaf.  

## Leben
Theophánis Lamboukas wurde als Sohn eines in Paris ansässigen griechischstämmigen Friseurs geboren. Er begann früh zu singen, nahm mit achtzehn Jahren an einem Gesangswettbewerb teil, besuchte dann aber zunächst eine Wirtschaftsschule, um in dem Salon seines Vaters zu arbeiten. Im Jahr 1956 wurde er zum französischen Militär eingezogen und für dreizehn Monate nach Algerien geschickt. 
Nach seiner Rückkehr nach Paris verbrachte er viele Abende im Künstlerviertel Saint-Germain-des-Prés und lernte über einen Freund Édith Piaf kennenlernte, die ihn zu ihrem Sekretär machte. Die sehr erfolgreiche, seit 1956 von ihrem ersten Ehemann geschiedene Sängerin wurde auf seine bemerkenswerte Stimme aufmerksam, regte ihn zu einer professionellen Gesangsausbildung an und erfand seinen Künstlernamen, Théo Sarapo. 
Am 9. Oktober 1962 heiratete der 26-jährige Sarapo die schwer kranke, zwanzig Jahre ältere Piaf im Bürgermeisteramt des 16. Arrondissements von Paris. Die kirchliche Trauung fand in einer griechisch-orthodoxen Kirche statt.
Nach der Hochzeit trat er oft gemeinsam mit Édith Piaf im Duett auf. Das Paar erzielte insbesondere mit dem von Michel Emer geschriebenen Chanson À quoi ça sert l'amour gemeinsame internationale Erfolge. Weitere gemeinsame Tourneepläne konnten aufgrund von Piafs  Gesundheitszustand nur teilweise durchgeführt werden. Sarapo mietete eine Villa am Cap Ferrat und später in Plascassier bei Grasse und widmete sich dort der Pflege seiner Frau bis zu ihrem Tod am 10. Oktober 1963. Er blieb danach Witwer und machte erst nach einer langen Trauerphase wieder Pläne als Sänger und Schauspieler. 
Théo Sarapo starb am 28. August 1970 im Alter von 34 Jahren bei Saint-Léonard-de-Noblat an den Folgen eines Autounfalls. Er ruht neben Édith Piaf auf dem Pariser Friedhof Père-Lachaise.

## Filmografie
- 1963: Judex (Judex)
- 1970: Ein Bulle sieht rot (Un Condé)